# Henri Marie Léonce Fabre
Henri Marie Léonce Fabre (Marselha, 29 de novembro de 1882 — Le Touvet, Isère, 30 de junho de 1984), foi um engenheiro e aviador francês, o primeiro a realizar um voo de hidroavião, a bordo do Le Canard, sua invenção.

## Biografia
Henri Fabre nasceu no seio de uma importante família de donos de navios, da cidade de Marselha. Estudou num colégio jesuíta, nessa cidade, onde se licenciou em Ciências, após o qual se dedicou, profundamente, a estudar sobre o desenho de aeronaves.
Em 1909, Fabre constrói o primeiro hidro-aeroplano (mais tarde designado por hidroavião), mas, devido ao excessivo peso deste, nunca chegou a levantar voo.
Com o apoio financeiro do seu pai, Fabre pode investigar sobre aerodinâmica, hidrodinâmica e flutuação, apoiando-se nos trabalhos de Forlanini, Crocco e Ricaldoni. Regista a patente de um sistema de aparelhos de flutuação, que utilizou quando descolou, com êxito, do lago Etang de Berre , um afluente das águas do Mar Mediterrâneo, aos comandos de um dos seus aparelhos designado por Le Canard, a 28 de Março de 1910. Le Canard, de 475 Kg, possuía um motor Gnome, de 50 Hp.
De facto, nesse dia, Fabre completou quatro voos, todos com sucesso, tendo o mais longo cerca de 500 metros. Glenn Hammond Curtiss, e Gabriel Voisin, contrataram-no, e utilizaram a sua invenção para o desenvolvimento dos seus hidroaviões, entre eles os Voisin. Equiparia, também, os Caudron, Astra, Train, REP e Breguet
Durante a 1ª Grande Guerra, Fabre fundou uma empresa, com cerca de 200 trabalhadores, especializada na construção de hidroaviões Tellier que, no entanto, não atingiu grande êxito.
Henri Fabre morre aos 101 anos, sendo um dos pioneiros da aviação com mais longa longevidade.